# H.H. ter Balkt

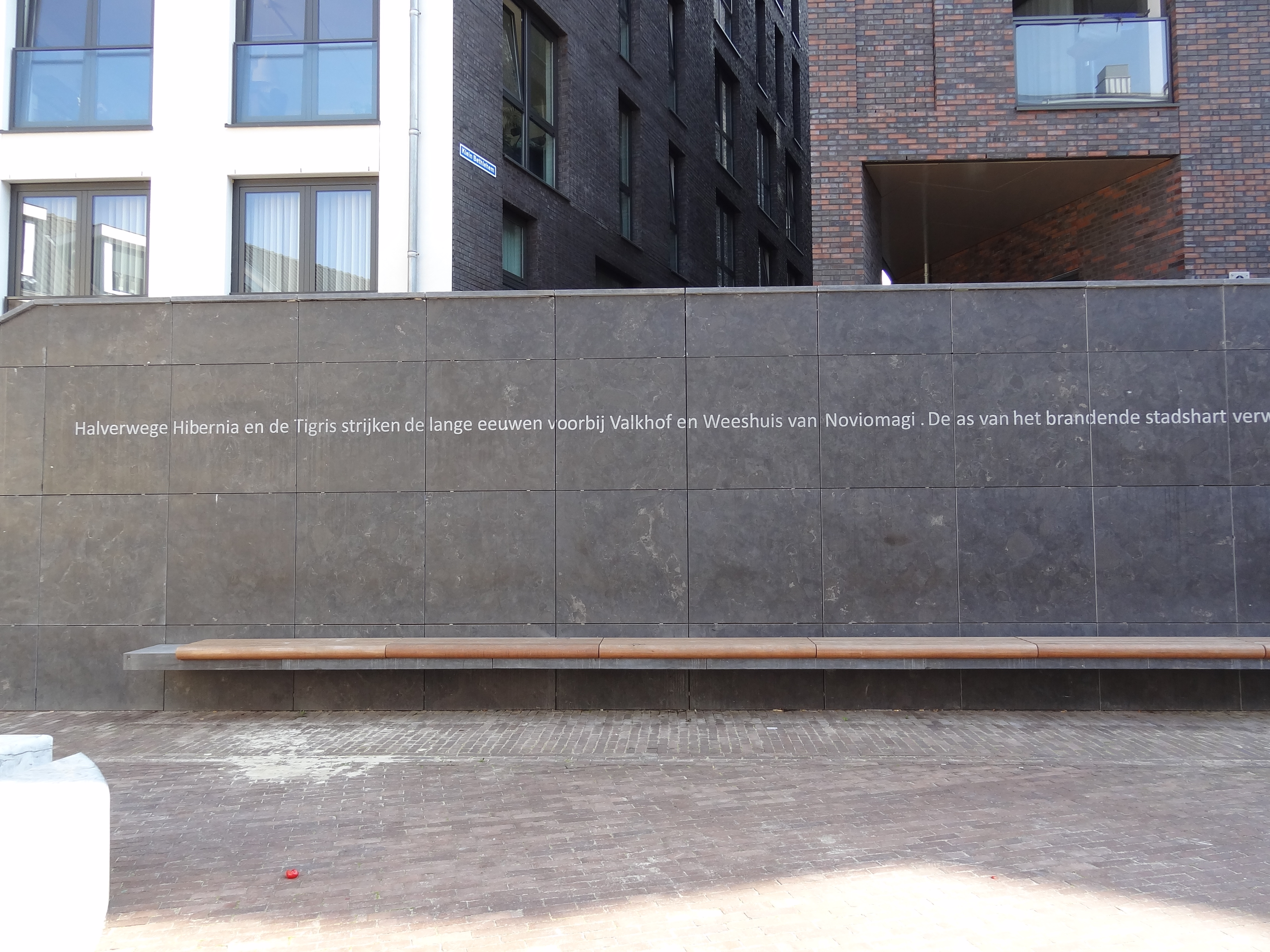
Vers van H.H. ter Balkt op het Gebroeders Van Limburgplein in Nijmegen deel 1. Begin: Halverwege Hibernia en de Tigres strijken de lange eeuwen voorbij Valkhof en Weeshuis van Noviomagi.

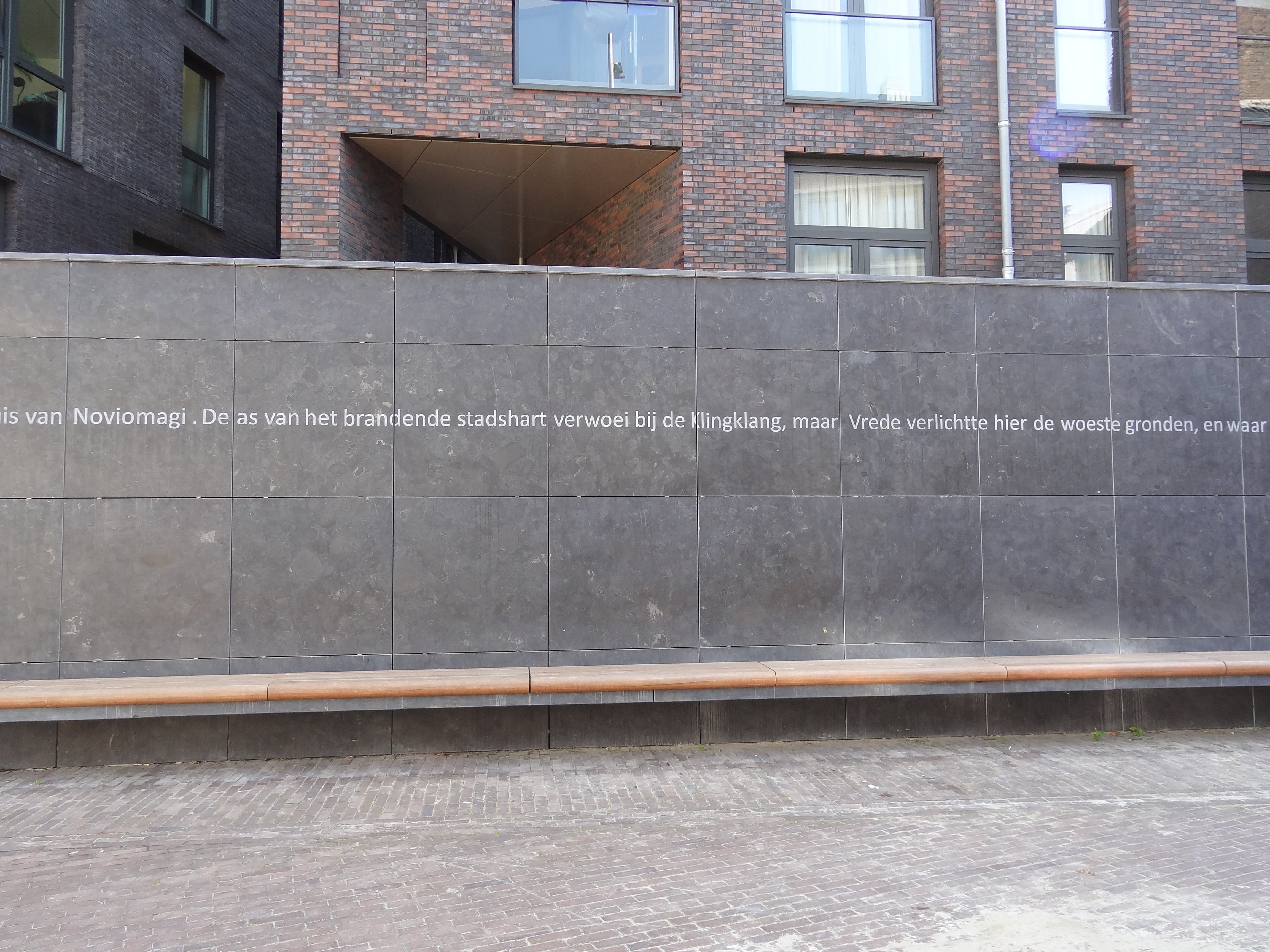
Vers van H.H. ter Balkt op het Gebroeders Van Limburgplein in Nijmegen deel 2

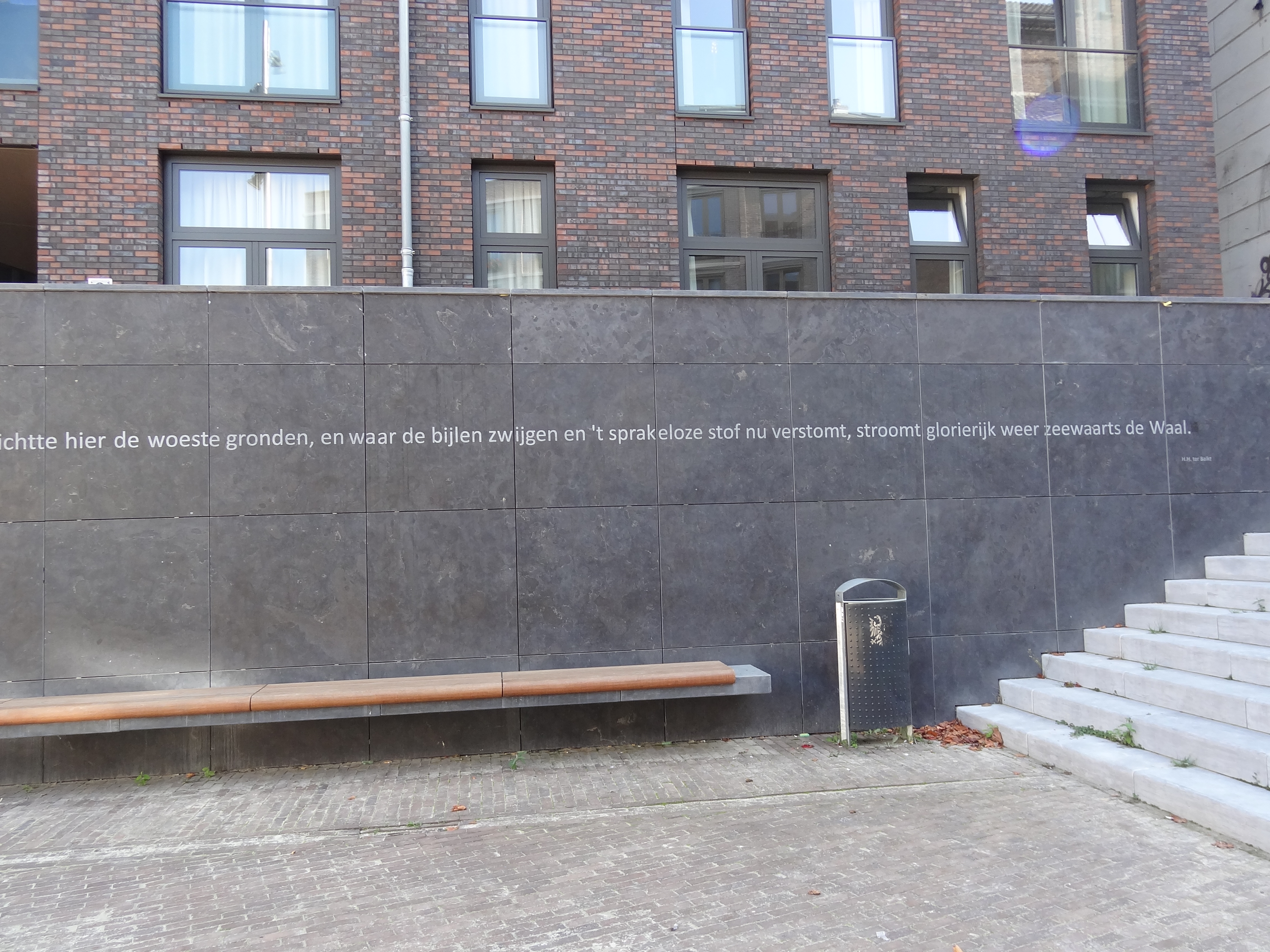
Vers van H.H. ter Balkt op het Gebroeders Van Limburgplein in Nijmegen deel 3

Herman Hendrik (Harry) ter Balkt (Usselo, 17 september 1938 – Nijmegen, 9 maart 2015), bekend als H.H. ter Balkt, was een Nederlands dichter. Hij was opgeleid als onderwijzer, maar zegde dit vak in 1983 vaarwel. Hij leidde de laatste jaren een sober en teruggetrokken bestaan.
Zijn eerste bundels verschenen onder het pseudoniem Habakuk II de Balker. Daarnaast heeft ter Balkt nog een ander pseudoniem gebruikt: Foel Aos

## Prijzen
- 1973 – Herman Gorterprijs voor De gloeilampen, de varkens
- 1975 – Kabouter van het Oosten-prijs voor Boerengedichten, Uier van het Oosten
- 1980 – Henriette Roland Holst-prijs voor Waar de burchten stonden en de snoek zwom
- 1988 – Jan Campert-prijs voor Aardes deuren
- 1993 – Charlotte Köhler-prijs voor In de kalkbranderij van het absolute, Laaglandse hymnen en Ode aan de grote kiezelwal
- 1997 – Karel de Grote-prijs voor zijn gehele oeuvre
- 1998 – Constantijn Huygens-prijs voor zijn gehele oeuvre
- 2003 – P.C. Hooft-prijs voor zijn gehele oeuvre
- 2011 - Overijssels Boek van het Jaar 2011 voor Vliegtuigmagneet[4]
- 2014 – Erepenning van de gemeente Nijmegen

## Secondaire literatuur
- Enno de Witt, Peggie Breitbarth en Han Pape red., De bard balkt in het roggeveld : over H.H. ter Balkt in Twente, Waanders, Zwolle, Stichting Kunst & Cultuur Overijssel, Zwolle, 2004, aanvraagnummer KB: 4219762, NL 79 T 2240, 7354 A 22
- Piet Gerbrandy: De gong en de rookberg, intrigerende materie van H.H. ter Balkt en Jacques Hamelink (proefschrift Groningen, 2009). Handelseditie: Historische Uitgeverij Groningen, 2011. aanvraagnummer KB: 2287076, 12001779
- Theo Hakkert: In en naast de tradities : het dichterschap van H.H. ter Balkt, Drienerwolde lezing nr. 29, Stichting Literaire Manifestaties Enschede, 2021
- In het kader van 'Gedicht op de Muur' georganiseerd door Hengelo Leest werd op donderdag 21 juni 2018 op de zijmuur van Morsink Koken en Tafelen aan de Wetstraat zijn gedicht 'De Zomer 1' onthuld door stadsdichter Marijke Agterbosch.